# Gągolin Zachodni
Gągolin Zachodni (niem. Deutsch Gagolin; dо 1922 Gągolin Niemiecki) – wieś w Polsce położona w województwie łódzkim, w powiecie łowickim, w gminie Kocierzew Południowy.
W latach 1975–1998 miejscowość administracyjnie należała do województwa skierniewickiego.